# Portulaca oleracea

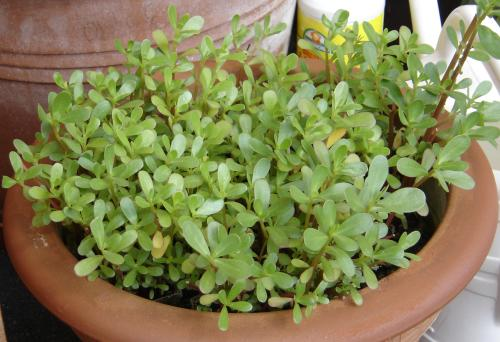
Portulaca oleracea coltivata in vaso

La portulaca (Portulaca oleracea L.), detta anche porcellana o porcacchia, o erba fratesca, è una pianta appartenente alla famiglia Portulacaceae. Commestibile, viene usata in cucina fin dall'antichità.

## Descrizione
In estate sbocciano piccoli fiori gialli che si aprono solo quando c'è il sole per poi chiudersi di notte, seguiti da moltissimi semi. Ha foglie e fusti carnosi. I fiori sono bottinati dalle api, le quali raccolgono discrete quantità di nettare e polline. La portulaca è una erbacea annuale, raccolta perché commestibile e contenente molto omega-3 e vitamine A e C.

## Distribuzione e habitat
Di probabili origini asiatiche, nella medicina dell'antico Egitto era utilizzata come erba medicinale, mentre era coltivata durante il Medioevo nei Paesi Arabi e nel Bacino del Mediterraneo, soprattutto in Spagna. In Arabia Saudita, Emirati Arabi e Yemen, sono coltivate diverse varietà di portulaca della sottospecie sativa.
La portulaca è un'erba molto comune in orti e campi, alcuni la considerano infestante, ma oltre a queste zone è raramente presente, cioè dove non vien lavorato il terreno, perché cresce solo in suoli sciolti e permeabili.

## Denominazione
È nota nelle diverse regioni con diversa denominazione: purselana (Liguria), erba grassa (Lombardia), purzlana (Emilia), sportellecchia (Toscana), precacchia (Abruzzo), perchiacca (Basilicata), chiaccunella (Campania), andraca (Calabria), purciaca (Sicilia), barzellana (Sardegna), porcacchia (Lazio).

## Usi

### Uso alimentare e culinario
Raccolta allo stato spontaneo, o talvolta coltivata, viene consumata da tempi remoti come erba aromatica nelle regioni mediterranee. La cultura medievale attribuiva alla pianta un valore apotropaico e la riteneva tenere lontani gli spiriti maligni. Se ne riporta l'uso culinario alla corte di Luigi XIV, il Re Sole, ma nel tempo l'ingrediente è caduto nel dimenticatoio, prima di una nuova riscoperta.. Negli Emirati Arabi la varietà coltivata è reperibile in molti negozi di ortaggi per essere utilizzata come insalata. Nelle regioni dell'Italia meridionale raccolta negli orti come spontanea, veniva venduta alla rinfusa da ambulanti durante gli anni 1950 – 1960.
Sono di interesse alimentare i germogli e le foglie crude, carnosette e dal sapore acidulo, da consumarsi in insalate, alle quali conferiscono (in modo simile alla rucola) un superiore mordente. Sono utilizzate anche per preparare minestre saporite e rinfrescanti e si possono conservare sottaceto. Entrano anche come ingredienti di frittate e ripieni.

#### Cucina regionale italiana
Nella cucina napoletana era un tempo raccolta insieme alla rucola da piante che crescevano spontaneamente e venduta da ortolani ambulanti. Rucola e pucchiacchella costituivano un binomio quasi inscindibile tra gli ingredienti dell'insalata.
Nella cucina toscana viene utilizzata per fare un tipico piatto povero estivo, la panzanella.
Nella cucina romana la portulaca, o porcacchia, appartiene a quel misto di varie verdure, domestiche e selvatiche, che sono consumate crude in insalata sotto il nome di misticanza o insalata di mescolanza. Anticamente questa misticanza la portavano a casa i frati passando a chiedere l'obolo alle famiglie: in Corsica, la portulaca viene tuttora chiamata “erba fratesca”.
Nella cucina siciliana, 'a purciddana è usata per la preparazione di insalate, come l'Insalata ferragostana con pomodori, cetrioli, cipolle stemperate in olio, aceto e sale; oppure nell'insalata con verdure lesse, dove le foglie e i giovani germogli sono usati con patate bollite e cipolle al forno. Altro uso è quello di preparare piccola frittelle di Purciddana, in cui le cime della pianta - intinte in una pastella di acqua e farina  - sono fritte singolarmente in olio ben caldo e poi servite come stuzzichini o antipasti.
Nella cucina pugliese, in particolare nella tradizione contadina di Bisceglie, viene consumata insieme ai pomodorini, condita con olio e aceto, talvolta per accompagnare il pane raffermo bagnato chiamato cialda o cialdella (cialdidde).

### Usi medicinali

#### Uso interno
La portulaca è un'erba officinale e un'erba medicinale. Al consumo della portulaca sono ascritte proprietà depurative, dissetanti e diuretiche e antidiabetiche.
Negli anni, sono state scoperte notevoli proprietà nutritive e medicinali: è una fonte vegetale di acidi grassi polinsaturi del tipo omega-3 (che svolgono un ruolo nella prevenzione delle malattie cardiovascolari) di cui contiene modeste quantità, e di acido α-linolenico; possiede un elevato contenuto di proteina cruda e di polisaccaridi idrosolubili, una buona tolleranza alla salinità e una discreta capacità di accumulo di metalli pesanti.

#### Uso esterno
Un impacco di foglie è usato in caso di foruncoli, punture d’api ed eczema.